# Mecolaesthus yawaperi
Mecolaesthus yawaperi är en spindelart som beskrevs av Huber 2000. Mecolaesthus yawaperi ingår i släktet Mecolaesthus och familjen dallerspindlar. Inga underarter finns listade i Catalogue of Life.